# In Search of a Midnight Kiss
Pour plus de détails, voir Fiche technique et Distribution.
In Search of a Midnight Kiss est un film américain réalisé par Alex Holdridge, sorti en 2007.

## Fiche technique
- Titre français : In Search of a Midnight Kiss
- Réalisation : Alex Holdridge
- Scénario : Alex Holdridge
- Photographie : Robert Murphy
- Pays d'origine : États-Unis
- Genre : romance
- Date de sortie : 2007

## Distribution
- Scoot McNairy : Wilson
- Sara Simmonds : Vivian
- Brian McGuire : Jacob
- Kathleen Luong : Min
- Robert Murphy : Jack
- Twink Caplan : la mère de Wilson